# Aguyjevete
¡Aguyjevete! Es un saludo en lengua guaraní. Se utiliza para desear bienestar físico y espiritual.Se utiliza también para desear una plenitud o madurez (aguyje) cada vez más intensa.
Oración de ejemplo con aguyjevete: Aguyjevete Ñaderu Papa Tenondéme guarã. Agradezco al Dios Guaraní que me permitió tesãi, mbarete ha py'aguasu (salud, fuerza y coraje) para realizar este trabajo.

## Etimología
El término tiene su origen en el verbo intransitivo aguyje, que significa "transformarse, sublimarse" o "estar maduro", "madurar". El término está formado por el verbo más los morfemas ve, un cuantificador o intensificador, y te, una variante de tema, una partícula de aspecto que indica acción continua o presente.
Así, la traducción literal del saludo puede ser “que se transforme, que se renueve”.

## Pronunciación
La transcripción fonética del término, en el Alfabeto Fonético Internacional, es [a.gʷɨ.dʒɛ.ˈβɛ.tɛ]. La ⟨y⟩ en guaraní es la vocal [ɨ], la vocal central cerrada y no redondeada, que no tiene contraparte en español.